# Plexus nerveux
Pour les articles homonymes, voir plexus.

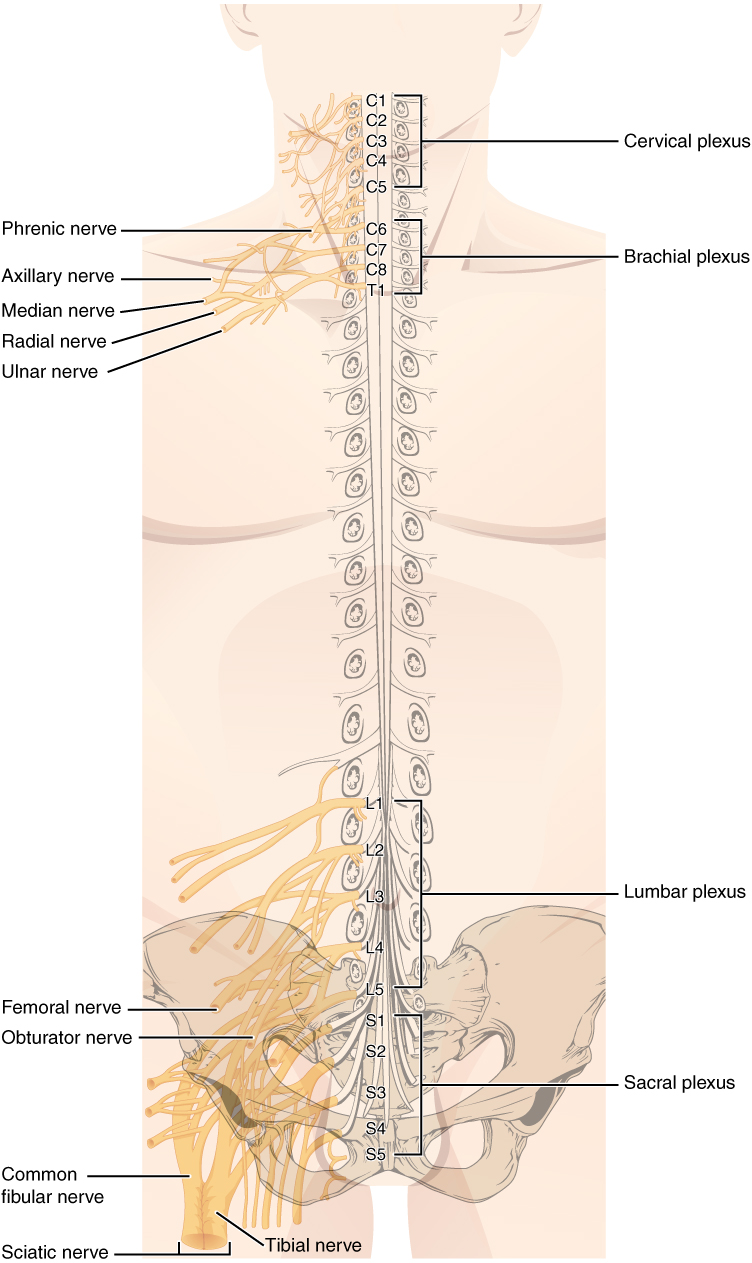
1321 Plexus des nerfs spinaux.
Version 8.25 du manuel OpenStax Anatomy and Physiology publié le 18 mai 2016

Dans le règne animal, les plexus nerveux sont des réseaux de fibres nerveuses pouvant présenter ou non une anastomose. On retrouve ce type de structure dans le système nerveux des cnidaires et des vers plats. Chez les échinodermes à symétrie radiaire, les nerfs de l'ectoderme s'organisent en plexus. Chez les vertébrés, on retrouve des plexus nerveux en divers endroits du corps. 

## Chez l'être humain
Les principaux plexus du corps humain sur la centaine décrite sont :
- le plexus cervical
- le plexus brachial
- le plexus lombaire
- le plexus sacral
- le plexus cœliaque appelé aussi plexus solaire
- le plexus coccygien

Parfois les plexus lombaire et sacré sont regroupés sous le terme de plexus lombosacré.
Au niveau thoracique, l'organisation segmentaire simple des nerfs spinaux est conservée, il n'y a donc pas de plexus thoracique.